# Wc (UNIX)
wc（ダブリューシー、Word Count の略）はUNIX系オペレーティングシステムのコマンドの一種。
標準入力か指定されたファイルのリストを読み込み、各種統計情報を生成する。出力情報としては、バイト数、単語数、行数（改行文字の個数）などがある。複数のファイル名を指定した場合、各ファイルの情報と合計が表示される。
wc の実行例を以下に示す。
```
$ wc ideas.txt excerpt.txt 
     40     149     947 ideas.txt
   2294   16638   97724 excerpt.txt
   2334   16787   98671 total
```

最初のカラムは行数、2番目のカラムは単語数、最後のカラムは文字数である。
最近の wc はバイトと文字を区別できる。これはUnicodeの多バイト文字を含む場合に差が生じる。どちらを表示させるかはオプションで -c か -m を使うことで指定できる。
GNU wcはかつてGNU textutilsパッケージに含まれていたが、現在ではGNU Core Utilitiesに含まれている。

## 使用法
```
   wc -l <ファイル名> 行数を表示
   wc -c <ファイル名> バイト数を表示
   wc -m <ファイル名> 文字数を表示
   wc -L <ファイル名> 最長行を表示（GNU 拡張）
   wc -w <ファイル名> 単語数を表示
```